# Summit Entertainment
Summit Entertainment é um estúdio de cinema norte-americano e uma subsidiária da Lionsgate com sede em Universal City, Califórnia e escritórios internacionais em Londres.

## História

### Era independente (1991–2012)
A empresa foi fundada em 1991 pelos produtores Bernd Eichinger, Arnon Milchan e Andrew G. Vajna, inicialmente com o objetivo de cobrir a distribuição de filmes fora dos Estados Unidos. A Summit mais tarde expandiu-se à produção e co-financiamento de películas em 1995, e iniciou a produção própria dois anos mais tarde. Oficialmente, o estúdio foi fundado em 1993 por Patrick Wachsberger, Bob Hayward e David Garrett sob o nome Summit Entertainment LP como uma organização de produção, distribuição e vendas. Entre os primeiros sucessos da companhia estava American Pie, que a empresa lançou fora de países que falam inglês. Em 2006, a produtora tornou-se completamente independente, ganhando o título Summit Entertainment LLC, após a aquisição por Rob Friedman, ex-executivo da Paramount Pictures. O estúdio ganhou maiores ramos de desenvolvimento, produção, aquisições, marketing e distribuição através de um acordo financeiro formado pela Merrill Lynch e outros investidores, dando-lhe acesso a mais de US$ 1 bilhão. Desta forma, a empresa estabilizou a distribuição em home video para o lançamento de Crepúsculo.
Após diversos fracassos, como P2, Penelope e Sex Drive, a Summit encontrou o sucesso com o lançamento de Crepúsculo em 2008. O romance adolescente entre vampiros baseado no best-seller de mesmo nome escrito por Stephenie Meyer rendeu US$ 408.773.703 em todo o mundo. Depois, outras adaptações da série de livros vieram, sendo elas Lua Nova, Eclipse e as partes 1 e 2 de Amanhecer. Dentre outros, a companhia ainda lançou Ender's Game, Astro Boy, Cartas para Julieta e RED. No final de 2008, o estúdio aparecia em oitavo lugar em arrecadação, totalizando US$ 226.5 milhões, o que foi conquistado principalmente pela estreia de Crepúsculo. No ano seguinte, subiu uma posição, com US$ 482.5 milhões.

### Era Lionsgate (2012–presente)
Em setembro de 2008, conversas sobre uma fusão entre a Summit e a Lionsgate foram alvo de especulações da mídia, mas nenhum acordo foi feito à época. Em 1º de fevereiro de 2009, foi revelado que a empresa compraria o estúdio e os direitos à adaptação da supracitada série Twilight, mas dois dias depois, as negociações quebraram devido à preocupações sobre mudança de conteúdo. Por fim, a Summit Entertainment foi comprada pela Lionsgate em 13 de janeiro de 2012 por US$ 412.5 milhões. A partir de 2014, a empresa iniciou o lançamento de outra série de filmes baseada em livros: Divergente. O primeiro filme chegou aos cinemas em 21 de março de 2014, sendo seguido pelas continuações The Divergent Series: Insurgent (2015) e Convergente (2016). Um lançamento de grande destaque em 2016 foi La La Land, filme estrelado por Ryan Gosling e Emma Stone e dirigido por Damien Chazelle que levou um total recordista de sete Globos de Ouro, ganhando em todas as categorias em que foi indicado, e seis Oscars, de 14 indicações.

## Filmografia
- Early Man (2018) (distribuição apenas)
- Allegiant (2016)
- Insurgent (2015)
- Divergent (2014)
- Beautiful Creatures (2013)
- RED 2 - Aposentados E Ainda Mais Perigosos (2013)
- Warm Bodies (2013)
- Breaking Dawn - Part 2 (2012)
- The Perks of Being a Wallflower (2012)
- Breaking Dawn - Part 1 (2011)
- Remember Me (2010)
- Deu A Louca Nos Bichos (2010)
- RED - Aposentados E Perigosos (2010)
- Eclipse (2010)
- New Moon (2009)
- Letters To Juliet (2009)
- Sorority Row (2009)
- Presságio (2009)
- Astro Boy (2009)
- Push (2009)
- High School Band (2009)
- The Hurt Locker (2008)
- Twilight (2008)
- Trailer Park of Terror (2008)
- Sex Drive (2008)
- Never Back Down (2008)
- Deception (2008)
- Penelope (2008)
- Nim's Island (2008)
- City of Ember (2008)
- Red Cliff (2008)
- Step Up 2 The Streets (2008)
- Strange Wilderness (2008)
- The Hottie and the Nottie (2008)
- In the Valley of Elah (2007)
- Michael Clayton (2007)
- P.S. I Love You (2007)
- P2 (2007)
- Resident Evil: Extinction (2007)
- Bridge to Terabithia (2007)
- Babel (2006)
- Miss Potter (2006)
- Once (2006)
- Step Up (2006)
- A Lot Like Love (2005)
- Mr. & Mrs. Smith (2005)
- Oliver Twist (2005)
- Racing Stripes (2005)
- Madonna: I'm Goin' to Tell You A Secret (2005) (TV Edition only)
- Sahara (2005)
- The Brothers Grimm (2005)
- The Weather Man (2005)
- Tokyo Godfathers (2004) (direct-to-video on Special Edition DVD)
- Wrong Turn (2003)
- Memento (2000)
- Lock, Stock and Two Smoking Barrels (1998)
- Fear and Loathing in Las Vegas (1998)